# 斯科特·麦格罗里
斯科特·麦格罗里（英語：Scott McGrory，1969年12月22日—），澳大利亚男子自行车运动员。他曾代表澳大利亚参加1988年和2000年夏季奥林匹克运动会自行车比赛，获得一枚金牌和一枚铜牌。